# Ԕ
La Lha (Ԕ ԕ; cursiva: Ԕ ԕ) es una letra del alfabeto cirílico. Parece un dígrafo cruzado de las letras cirílicas el (Л л) y kha (Х х).
Fue utilizado en el alfabeto usado en la década de 1920 para el idioma moksha, donde representaba la fricativa lateral alveolar sorda /l̥/.

## Codificación de computadora
| Carácter      | Ԕ                            | Ԕ                            | ԕ                            | ԕ                            |
| ------------- | ---------------------------- | ---------------------------- | ---------------------------- | ---------------------------- |
| Unicode       | LETRA MAYÚSCULA CIRÍLICA LHA | LETRA MAYÚSCULA CIRÍLICA LHA | LETRA MINÚSCULA CIRÍLICA LHA | LETRA MINÚSCULA CIRÍLICA LHA |
| Codificación  | decimal                      | hex                          | decimal                      | hex                          |
| Unicode       | 1300                         | U+0514                       | 1301                         | U+0515                       |
| UTF-8         | 212 148                      | D4 94                        | 212 149                      | D4 95                        |
| Ref. numérica | &#1300;                      | &#x514;                      | &#1301;                      | &#x515;                      |